# Boscia madagascariensis
Boscia madagascariensis là một loài thực vật có hoa trong họ Capparaceae. Loài này được (DC.) Hadj-Moust. mô tả khoa học đầu tiên năm 1965.